# Kashi (cacciatorpediniere)
Il Kashi (樫? lett. "Quercia") è stato un cacciatorpediniere della Marina imperiale giapponese, tredicesima unità della classe Matsu. Fu varato nell'agosto 1944 dal cantiere navale dell'azienda Fujinagata, a Osaka.
Appartenente alla 52ª Divisione, fu tra le unità formanti la scorta dell'importante convoglio Hi-81, che protesse tra novembre e dicembre. Dopo una rapida apparizione a Manila, ripiegò nella colonia di Formosa e qui subì danni abbastanza seri nel gennaio 1945; tornò nei porti metropolitani giapponesi il mese successivo, al seguito di un altro convoglio, fu riparato ma non ebbe più un servizio rilevante per il resto della seconda guerra mondiale. Fu ceduto nel 1947 agli Stati Uniti, che in ogni caso se ne disfecero l'anno successivo.

## Caratteristiche
Il Kashi presentava una lunghezza fuori tutto di 100 metri, una larghezza massima di 9,35 metri e un pescaggio di 3,30 metri; il dislocamento a pieno carico ammontava a 1 676 tonnellate. L'apparato motore era formato da due caldaie Kampon, due turbine a ingranaggi a vapore Kampon, due alberi motore con elica: erano erogati 19 000 shp, sufficienti per una velocità massima di 27,75 nodi (52,73 km/h); l'autonomia massima era di 4 680 miglia nautiche a 16 nodi (8 667 chilometri a 30,4 km/h). L'armamento era articolato su tre cannoni Type 89 da 127 mm L/40 in due affusti pressoché scoperti; quattro tubi lanciasiluri da 610 mm raggruppati in un impianto Type 92 e senza ricarica; venticinque cannoni automatici Type 96 da 25 mm L/60 e due lanciatori Type 94 per bombe di profondità (36 a bordo). Infine erano stati forniti un sonar Type 93, un radar Type 22 e uno Type 13. All'entrata in servizio l'equipaggio era formato da 210 uomini.

## Servizio operativo

### Con la Marina imperiale
Il cacciatorpediniere Kashi fu ordinato nell'anno fiscale edito dal governo giapponese nel 1944. La sua chiglia fu impostata nel cantiere navale dell'azienda Fujinagata, nella città di Osaka, il 5 maggio 1944 e il varo avvenne il 30 agosto seguente; fu completato il 30 settembre e il comando fu affidato al tenente di vascello Toshio Kuroi. Fu immediatamente assegnato all'11ª Squadriglia cacciatorpediniere, dipendente dalla Flotta Combinata e demandata all'addestramento delle nuove unità in tempo di guerra.
Conclusi la messa a punto e la preparazione, il Kashi salpò il 14 novembre dalla baia di Imari inquadrato nell'importante convoglio Hi-81, diretto a Singapore e con in un programma una sosta alla base di Mako; più precisamente fu assegnato alla difesa ravvicinata della portaerei di scorta Shinyo, la quale avrebbe dovuto garantire copertura aerea continua alle preziose unità mercantili. L'esistenza e la rotta di questo convoglio furono scoperte dai servizi di decrittazione americani e le navi giapponesi furono braccate da diversi sommergibili per la durata del viaggio: l'USS Spadefish riuscì a silurare la Shinyo già il 17 novembre e il Kashi, dopo aver dato lunga ma infruttuosa caccia al battello, contribuì al salvataggio dei pochi superstiti, raccogliendone una quarantina che furono sbarcati il 21 a Shanghai. Il convoglio si ricompose al largo della città e fu diviso in due formazioni distinte; una fu dirottata su Luzon e l'altra, alla quale fu assegnato il Kashi, mantenne rotta e meta originali e toccò Singapore il 4 dicembre, dopo una navigazione tutto sommato tranquilla. Sin dal 15 novembre il Kashi era stato assegnato ufficialmente alla 52ª Divisione con i gemelli Hinoki, Kuwa, Momi e Sugi, reparto che fu trasferito, cinque giorni dopo, alle dipendenze della 31ª Squadriglia di scorta: essa era parte della 5ª Flotta impegnata sul fronte delle Filippine. Per il mese successivo il servizio del Kashi non è noto e il cacciatorpediniere riappare a Manila per la metà del mese di dicembre; il 15, comunque, lasciò la capiente rada con rotta per la baia di Cam Ranh, dove si stavano raccogliendo parte delle navi sfuggite alla battaglia del Golfo di Leyte. Il 24 fu aggregato con il Sugi alla 2ª Squadriglia del contrammiraglio Masatomi Kimura che, il 27, arrivò al largo di Mindoro e cannoneggiò le teste di ponte americane sull'isola prima di rientrare a Cam Ranh il 29. Il Kashi e il Sugi ripresero il mare il 1º gennaio 1945 e arrivarono il 7 a Takao nella colonia di Formosa, nelle cui acque operarono fino al 21 gennaio, quando rimasero coinvolti in un attacco aeronavale sulla città: entrambi furono colpiti e, perciò, subito spediti a Hong Kong, dove ricevettero sommari interventi. Il 28 si spostarono a Shanghai per prendere posto nella scorta a un convoglio che, il 2 febbraio, levò le ancore e fece rotta per Moji; raggiunta la meta il 7 senza ostacoli, il Kashi e il Sugi proseguirono fino a Sasebo dove si ormeggiarono per riparazioni complete. Durante i lavori fu potenziata la dotazione antisommergibile, che passò a sessanta bombe di profondità.
Intanto, il 5 febbraio, la 31ª Squadriglia di scorta e le divisioni dipendenti erano passate agli ordini diretti della Flotta Combinata, stante lo scioglimento della 5ª Flotta; il 15 marzo il Kashi e i gregari furono riassegnati alla depauperata 2ª Flotta ma, a causa delle gravi perdite cagionate dall'operazione Ten-Go, essa fu disattivata il 20 aprile e la squadriglia tornò così agli ordini della Flotta Combinata. Sin dal 14 marzo stanziato a Kure con il resto della classe d'appartenenza, il Kashi vide le proprie operazioni confinate al Mare interno di Seto per il resto delle ostilità, consistenti per lo più in vigilanza al ridotto traffico navale e pattugliamenti, comunque ostacolate dalla scarsità di carburante; contribuì, inoltre, ai tiri contraerei durante i bombardamenti statunitensi su Kure. Passato al comando del capitano di corvetta Manubu Hagiwara il 3 aprile, il 28 luglio fu coinvolto nel bombardamento di Kure operato dai gruppi imbarcati della United States Third Fleet e fu preso di mira da diversi velivoli, ma ne uscì solo con danni leggeri. Alla fine di agosto, dopo la capitolazione dell'Impero giapponese, fu ceduto dall'equipaggio alle autorità d'occupazione statunitensi che provvidero a rimuovere ogni arma e attrezzatura militare; il 5 ottobre successivo fu depennato dai registri della Marina imperiale.

### Destino finale
Il Kashi fu subito riadattato per partecipare alla colossale opera di rimpatrio di militari e civili giapponesi, sparpagliati in Asia orientale: fu destinato a tale compito già a poche settimane dalla conclusione della guerra, che ebbe però una formale sanzione soltanto il 1º dicembre, con la formazione del 2º ministero per la Smobilitazione che (pur con la supervisione americana) ebbe sotto di sé la responsabilità della buona riuscita dell'operazione.
Nel frattempo le potenze vincitrici decisero il destino del cacciatorpediniere e dell'altro naviglio giapponese catturato; la spartizione avvenne nel corso di quattro incontri al quartier generale dello SCAP: durante la seconda riunione, del 17 luglio 1947, il Kashi fu assegnato agli Stati Uniti in conto di riparazione di guerra e la cessione divenne effettiva il 7 agosto seguente. In ogni caso, Washington non ritenne opportuno o utile trasferire nei porti nazionali le navi ottenute e, piuttosto, decise di lasciare i vascelli ex nipponici proprio in Giappone e di farne uso fino al completo logorio o perdita: il Kashi non rientrò più in servizio e, già il 28 marzo 1948, fu avviato alla demolizione.